# Banja Luka Stock Exchange
Die Banja Luka Stock Exchange oder BLSE (serbisch: Бањалучка берза, Banjalučka berza) ist eine Wertpapierbörse in der Stadt Banja Luka in der Republika Srpska, Bosnien und Herzegowina.

## Geschichte
Im Juli 1998 verabschiedete die Republika Srpska das Wertpapiergesetz zur Schaffung der Kapitalmärkte. Im folgenden Jahr ernannte die Nationalversammlung der Republika Srpska die ersten Mitglieder der Wertpapierkommission der Republika Srpska, einer neu geschaffenen Finanzaufsichtsbehörde. 2001 wurde das Zentrale Wertpapierregister (CRHoV) gegründet. Am 9. Mai 2001 gründeten acht Banken und ein Unternehmen, das mit Wertpapieren handelte, die Börse Banja Luka. Am 9. August 2001 erhielt sie ihre Lizenz. Sie erhielt das elektronische Handelssystem (BTS), das 2002 von der Börse Ljubljana (LJSE) entwickelt wurde, und am 14. März 2002 fand die erste Handelssitzung statt, an der sechs Mitglieder teilnahmen, die 20 börsennotierte Wertpapiere handelten. Später in diesem Jahr einigte man sich auf eine Zusammenarbeit mit der Börse von Ljubljana und der Belgrader Börse. Im Januar 2003 fand die erste Sitzung der Listing Commission statt und die Aktien von 13 Privatisierungsinvestmentfonds wurden zum offiziellen Markt zugelassen. Die erste Versteigerung von Staatsanleihen fand am 20. August statt. Einen Monat später wurden Aktien der Firma Rafinerija ulja a.d. Modriča wurde am offiziellen Markt notiert und war damit das erste Privatunternehmen, das an einem offiziellen Markt in Bosnien notiert wurde.

## Indizes
- BIRS, ein Index von 12 führenden Aktien an der Börse, darunter Telekom Srpske und Rafinerija ulja Modriča.
- FIRS, ein Index von 13 Privatisierungs-Investmentfonds in der Republika Srpska.
- ERS10, Index der Energieversorgungsunternehmen der Republika Srpska

## Mitgliedschaften
Die Börse ist Mitglied in:
- Federation of Euro-Asian Stock Exchanges (Beobachtendes Mitglied)[2]
- Sustainable Stock Exchanges Initiative